# Nitta (Klan)
Die Nitta (japanisch 新田氏) waren eine Familie des japanischen Schwertadels (Buke), die sich von Minamoto no Yoshishige (源 義重; 1135–1202), einem Sohn Minamoto no Yoshikunis (源 義国; 1082–1155) ableitete, der wiederum ein Sohn des Minamoto no Yoshiie (源 義家; 1039–1106) war. Die Vorfahren gehören zu den Seiwa Genji.

## Genealogie (Auswahl)

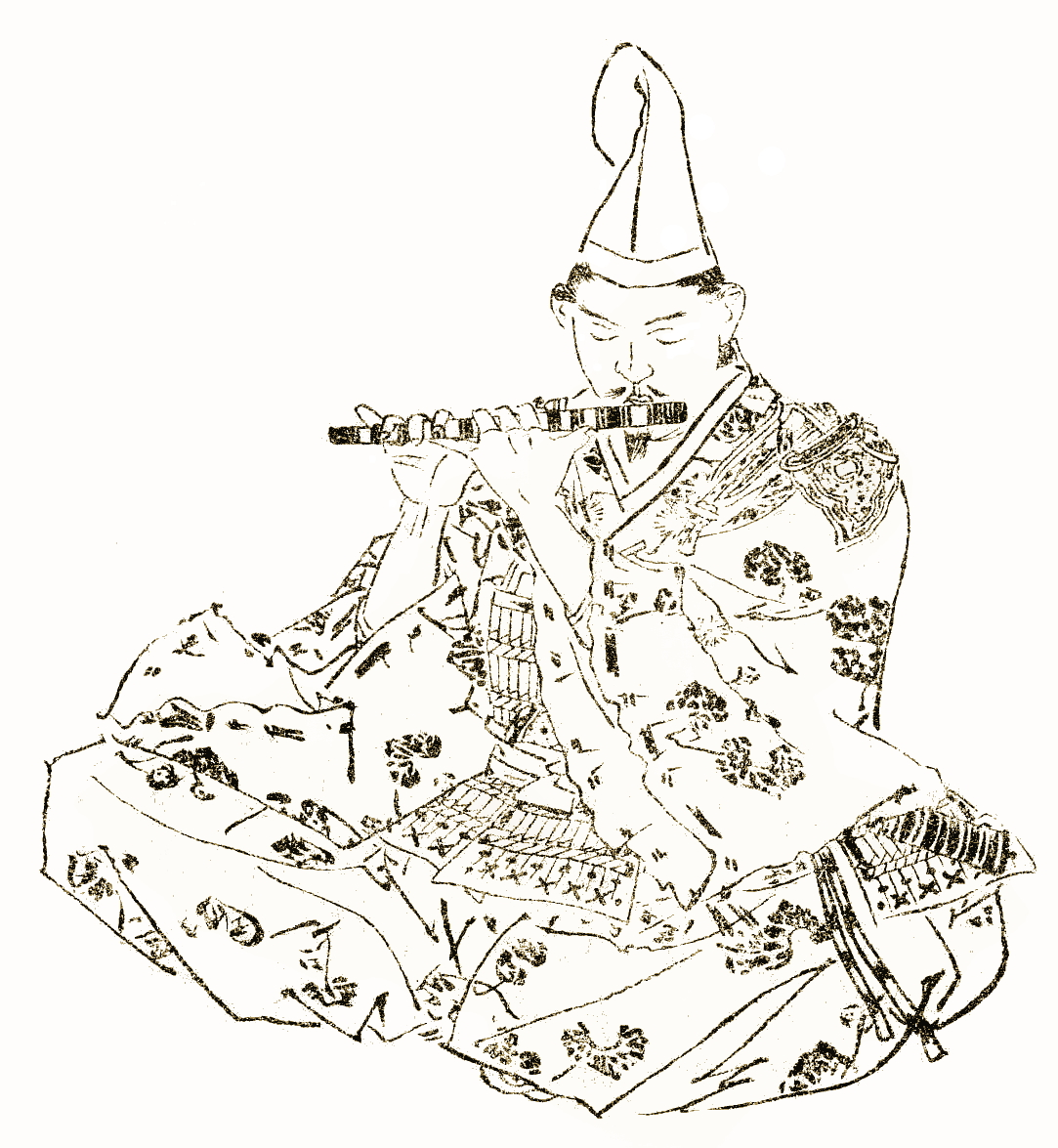
Nitta Yoshisada

- Yoshishige (義重; † 1203), der älteste Sohn von Yoshikuni, erhielt den Namen „Nitta Tarō“. Als Minamoto no Yoshitomo im Jahr 1180 Krieg gegen die Taira begann, schloss sich Yoshishige ihm an und zog mit ihm nach Kamakura. 1611 verliehen ihm die Tokugawa, die Nachkommen von ihm waren, posthum den Titel Chinjufu-Shōgun.[A 1]

Von Yoshishige stammen neben den Tokugawa auch die Yamana, Satomi und später auch die Ōdate ab.
- Yoshisada (義貞; 1301–1338) spielte eine entscheidende Rolle bei der Beendigung der Hōjō-Herrschaft in Kamakura.

- Yoshisuke (義助), Yoshisadas Bruder, begründete den Wakiya-Klan.
- Yoshiaki (義顯; † 1337), der älteste Sohn Yoshisadas, kämpfte in allen Schlachten seines Vaters mit. Als dieser in der Burg Kanasaki (Provinz Echizen) belagert wurde und sich auf die Burg Somayama (杣山城) zurückzog, blieb Yoshiaki dort, um den Feind aufzuhalten. Als er sah, dass er die Burg nicht halten konnte, nahm er sich 1337 das Leben. Prinz Takanaga ging mit ihm in den Tod.
- Yoshioki (義興; † 1358), der zweite Sohn Yoshisadas, unterstützte Kitabatake Akiie (1318–1338) bei der Belagerung von Kamakura und nahm mit ihm 1337 die Stadt ein. Die Position von Akiie, der im folgenden Jahr getötet wurde, nahm sein Bruder Akinobu ein. Yoshioki befestigte zusammen mit Akinobu die Burg Otoko (男山城), wurde aber daraus vertrieben und suchte in Yoshino Schutz. 1352 konnte er, zusammen mit seinem Bruder Yoshimune und seinem Vetter Yoshiharu, Ashikaga Motouji (足利基氏; 1340–1367) aus Kamakura vertreiben und selbst dort Fuß fassen. Er seinerseits wurde dann durch Ashikaga Takauji aus der Stadt vertrieben und suchte Zuflucht in der Provinz Echigo, von wo er die Provinzen Kōzuke und Musashi wieder in Besitz nehmen konnte. Er wurde von Takezawa Nagahiro gefangen genommen, Hatakeyama Kunikiyo, Minister unter Motouji, verurteilte ihn zum Tode. Er wurde am Rokugō-Fluss bei Yaguchi no Watari (矢口渡) (Musashino) ertränkt. Dort wird er unter dem Namen „Nitta Daimyōjin“ (新田 大明神) verehrt.
- Yoshimune (義宗; 1332–1368), dritter Sohn Yoshisadas, wurde nach dem Tode seines älteren Bruders gewählt, die Domänen seines Vaters zu übernehmen. Er kämpfte gegen Ashikaga Yoshiakira auf dem Berg Yoshino und besiegte dann Takauji bei Kanai-ga-hara (Musashi). Danach befestigte er – zusammen mit Prinz Munenaga – den Fuefuki-Pass (笛吹峠), wurde aber dort 1352 von Takauji geschlagen, worauf er in Echigo Schutz suchte. Er eroberte die Hälfte der Provinz und baute dort eine Burg. Yoshimune starb während einer Auseinandersetzung mit Uesugi Norimasa.
- Sadakata (貞方; † 1410), Yoshimunes Sohn, setzte den Kampf für den Südhof[1] fort, auch nachdem dieser seine Rechte an den Nordhof[1] abgegeben hatte. 1395 wurde er geschlagen und floh in die Provinz Mutsu. Im folgenden Jahr schlug er die Yūki und die Ashina und ließ sich auf der Burg Shirakawa nieder. Bei seinem letzten Versuch, Kamakura anzugreifen, geriet er in Gefangenschaft und wurde am Shichi-ri-ga-hama (七里ガ浜; Provinz Sagami) enthauptet.

Nach der Meiji-Restauration 1868 erhielt ein Nachkomme der Familie den Titel Baron.